# Hind Dehiba
Hind Dehiba-Chahyd (Khouribga, 17 maart 1979) Franse atlete, die gespecialiseerd is in de 1500 m. Ze is in Marokko geboren en bezit sinds 26 juli 2004 de Franse nationaliteit.

## Biografie
Op de Olympische Spelen van 2004 in Athene vertegenwoordigde Dehiba Frankrijk op de 1500 m. Hierbij werd ze met een tijd van 4.07,96 in de kwalificatieronde uitgeschakeld. Een jaar later won ze dit onderdeel bij de Franse in- en outdoorkampioenschappen.
Haar beste internationale prestatie leverde Hind Dehiba in 2005 door een bronzen medaille te winnen op de 1500 m tijdens de Europese indoorkampioenschappen. Op de LBBW Meeting 2006 werd ze eerste op de 1500 m in een tijd van 4.09,90.
In januari 2007 werd Dehiba op het Charles de Gaulle International Airport met haar trainer en man Fodil gearresteerd, nadat bij hen flesjes met menselijke groeihormonen waren gevonden in hun bagage. Beiden werden vrijgelaten, maar Fodil Dehiba wordt nog onderzocht op het gebruik van verboden middelen. Hind Dehiba werd uiteindelijk voor twee jaar geschorst, te weten van 16 februari 2007 tot en met 15 februari 2009.
Dehiba loopt voor CA Montreuil.

## Titels
- Frans kampioene 1500 m - 2005, 2006
- Frans indoorkampioene 1500 m - 2004, 2005

## Persoonlijke records
Outdoor
| Onderdeel   | Prestatie           | Datum             | Plaats  |
| ----------- | ------------------- | ----------------- | ------- |
| 800 m       | 1.58,67             | 9 september 2010  | Milaan  |
| 1500 m      | 3.59,76 (nat. rec.) | 16 juli 2010      | Parijs  |
| 1 Eng. mijl | 4.29,06             | 18 september 2010 | Carmaux |
| 3000 m      | 8.52,21             | 19 augustus 2005  | Zürich  |

Indoor
| Onderdeel | Prestatie           | Datum           | Plaats |
| --------- | ------------------- | --------------- | ------ |
| 800 m     | 2.04,30             | 8 februari 2011 | Liévin |
| 1000 m    | 2.38,50             | 6 februari 2011 | Moskou |
| 1500 m    | 4.05,67 (nat. rec.) | 12 maart 2006   | Moskou |

## Prestaties

### Kampioenschappen
| Jaar | Wedstrijd            | Plaats      | Resultaat | Extra  |
| ---- | -------------------- | ----------- | --------- | ------ |
| 2004 | Wereldatletiekfinale | Monte Carlo | 8e        | 3000 m |
| 2005 | EK indoor            | Madrid      | 3e        | 1500 m |
| 2005 | Wereldatletiekfinale | Monte Carlo | 5e        | 1500 m |
| 2006 | WK indoor            | Moskou      | 4e        | 1500 m |
| 2006 | EK                   | Göteborg    | 9e        | 1500 m |
| 2006 | Wereldatletiekfinale | Stuttgart   | 8e        | 1500 m |
| 2010 | EK                   | Barcelona   | 2e        | 1500 m |
| 2012 | WK indoor            | Istanboel   | 5e        | 1500 m |

### Golden League-podiumplekken
| Jaar | Wedstrijd             | Plaats      | Resultaat | Tijd    | Extra  |
| ---- | --------------------- | ----------- | --------- | ------- | ------ |
| 2005 | Meeting Gaz de France | Saint-Denis | 2e        | 4.03,05 | 1500 m |

### Diamond League-podiumplekken
| Jaar | Wedstrijd     | Plaats      | Resultaat | Tijd    | Extra  |
| ---- | ------------- | ----------- | --------- | ------- | ------ |
| 2010 | Meeting Areva | Saint-Denis | 3e        | 3.59,76 | 1500 m |
| 2011 | Athletissima  | Lausanne    | 3e        | 4.06,58 | 1500 m |